# Elnon
Pour les articles homonymes, voir Elnon (homonymie).
L'Elnon est un ruisseau frontalier de Belgique et de France, affluent du Décours.

## Étymologie
Le nom « Elnon » a trois origines possibles :
- Elnon, vient de elo (bouleau, littéralement arbre blanc) + enn (rivière) ;
- Elnonis palus, en 641 qui est dérivé de Helena, en latin populaire, c’est l’aunée, une plante médicinale des lieux humides à racine amère et aromatique ;
- Elnon, marécageuse.

- Les formes les plus anciennes vers le XIIIe siècle donnent « Lannon » du nom du fief d'où sourd la rivière. En patois local, le « la » est dit « el »... ex. : la maison ⇒ el'masion avec ainsi la possibilité de convertir Lannon ou Lanon en Elnon.
- Dans la brochure « Il était une fois la frontière à Rumegies », Marc Debersée suggère que l'ancienne appellation était « El non » ou « Annon » qui veut dire « eau ». Saint-Amand-les-Eaux est connu avant son célèbre évangélisateur (Amand) sous la désignation « Elnon ». L'évangélisateur y fondera l'abbaye d'Elnone avant d'aller fonder l'importante abbaye Saint-Pierre à Gand.

## Géographie
L’Elnon prend sa source à la limite de Bachy et Cobrieux. La source de l’Elnon se situait à environ 63 m d’altitude. La rencontre avec plusieurs fossés « Au bois Failly » marque réellement le début du cours d’eau aujourd’hui. La présence d’eau permanente est constatée à 1 500 m de sa source à 45 m d’altitude. Il est franchissable par 4 seuils et 8 ponts. Il se jette dans le Décours à Saint-Amand-les-Eaux, lui-même affluent de la Scarpe à Mortagne-du-Nord.
Le bassin versant de l’Elnon draine une superficie d’environ 77 km2, dont 22 sont situés sur le territoire belge. Il chemine sur 18 kilomètres dont 10 km sont frontaliers avec un dénivelé de 59 m. Au niveau de Lecelles, le débit moyen est de 0,42 m3/s, l’hiver un débit supérieur à 0,7 m3/s le fait sortir de son lit,,. Le bassin versant compte 55 % de zones de culture et 33 % de prairies et forêts.

## Villes traversées
Bachy, Mouchin, Aix-les-Orchies, Rumegies, Lecelles, Saint-Amand-les-Eaux